# ケネディ・バキルジョール
ケネディ・バキルジョール（スウェーデン語:Kennedy Bakircioglu , 1980年11月2日 - ）は、スウェーデン出身の元サッカー選手。元スウェーデン代表である。現役時代のポジションはMF（右サイドハーフ）。

## 経歴

### 出自
彼の家族は1972年にトルコ・マルディン県のミディヤット (Midyat) からスウェーデンに移住した。父親のビュンヤミン・バクルジュオール (Benjamin Bakırcıoğlu) はアッシリア系移民のみで構成されたチーム、アッシリスカ・フォレニンゲン (Assyriska Föreningen) の創設当初の選手だった。

### クラブ経歴
1996年にアッシリスカ・フォレニンゲンからプロデビューし、1999年までプレーした。1998-99シーズンにはマンチェスター・ユナイテッドFCのトライアルを受けたが不合格であった。1999年夏、ハンマルビーIFに移籍し、2001年にはクラブ初のリーグ優勝に導いた。2003年まで在籍し、2005年にはクラブ公式サイトのオンライン投票によるクラブ歴代最高選手の4位に選ばれた。2003年シーズン終了後、ギリシャのGSイラクリス・テッサロニキに移籍した。スウェーデン（春秋制）とギリシャ（秋春制）ではリーグ戦の開催時期が異なるため、移籍した2003-04シーズンは7試合の出場にとどまった。2004-05シーズンはトップチームでの地位を確立できず、2005年夏にオランダ・エールディヴィジのFCトゥウェンテに移籍した。フレット・ルッテン監督は彼を絶対的なレギュラーとして起用し、2シーズンで23得点を挙げたばかりでなく、欠場したリーグ戦はわずか2試合だった。
2007年5月5日、デ・テレグラフ紙は2006-07シーズン終了後にバキルジョールがAFCアヤックスに移籍すると報じた。5月15日に公式の契約を交わし、2007-08シーズンが始まってすぐのヨハン・クライフ・シャールではPSVアイントホーフェンを1-0で破ってキャリアで二つ目のタイトルを獲得した。2008年8月4日、新たに就任したマルコ・ファン・バステン監督はクラブの公式サイトでバキルジョールが戦力外であることを伝えた。ファン・バステン指揮下では2試合にしか出場していなかったが、その夏はAFCアヤックスに残留することを決め、2009年冬の移籍市場で移籍を許された。2月には再びAFCアヤックスの招集メンバーに戻り、UEFAカップのアウェーでのフィオレンティーナ戦で得点して見せた。2010年7月、AFCアヤックスとの契約満了により、フリーでスペイン・リーガ・エスパニョーラのラシン・サンタンデールに移籍した。
2012年8月、古巣のハンマルビーIFへ移籍した。

## 所属クラブ
- 1996-1999  アッシリスカ・フォレニンゲン
- 1999-2003  ハンマルビーIF
- 2004-2005  GSイラクリス・テッサロニキ
- 2005-2007  FCトゥウェンテ
- 2007-2010  AFCアヤックス
- 2010-2012  ラシン・サンタンデール
- 2012-2018  ハンマルビーIF